# Coupe du Danemark féminine de handball
La Coupe du Danemark féminine de handball est une compétition de handball à élimination directe au Danemark mise en place en 1964.

## Palmarès
Le palmarès de la compétition est
| Saison  | Vainqueur                  | Finaliste           | Score                    | Lieu                                           | Date                        |
| ------- | -------------------------- | ------------------- | ------------------------ | ---------------------------------------------- | --------------------------- |
| 1964-65 | Frederiksberg IF (1)       | Helsingør IF        | 13 – 9                   | Frederiksberghallen, Frederiksberg             | 19 janvier 1965             |
| 1965-66 | Frederiksberg IF (2)       | Holte IF            | 13 – 7                   | Holtehallen, Holte                             | 19 octobre 1965             |
| 1966-67 | HG Copenhague (1)          | Frederiksberg IF    | 7 – 6                    | Bellahøjhallen, Copenhague                     | 16 novembre 1966            |
| 1967-68 | Frederiksberg IF (3)       | Kvindelig IF        | 14 – 11                  | Frederiksberghallen, Frederiksberg             | 14 novembre 1967            |
| 1968-69 | Glostrup IC (1)            | Kvindelig IF        | 7 – 6                    | Glostruphallen, Glostrup                       | 19 novembre 1968            |
| 1969-70 | Frederiksberg IF (4)       | IK Skovbakken       | 11 – 9                   | Vejlby/Risskov Centret, Aarhus                 | 9 novembre 1969             |
| 1970-71 | Frederiksberg IF (5)       | DHG                 | 12 – 9                   | Esbjerg Stadionhal, Esbjerg                    | 15 novembre 1970            |
| 1971-72 | Hørsholm-Usserød (1)       | IK Skovbakken       | 10 – 7                   | Fredericiahallen, Fredericia                   | 14 novembre 1971            |
| 1972-73 | Frederiksberg IF (6)       | Funder GF           | 13 – 12                  | Silkeborghallen, Silkeborg                     | 26 novembre 1972            |
| 1973-74 | Frederiksberg IF (7)       | Glostrup IC         | 15 – 10                  | Frederiksberghallen, Frederiksberg             | 29 novembre 1973            |
| 1974-75 | HG Copenhague (2)          | IF AIA Tranbjerg    | 15 – 7                   | Fredericiahallen, Fredericia                   | 10 novembre 1974            |
| 1975-76 | Svendborg HK (1)           | Frederiksberg IF    | 10 – 9                   | Svendborg Idrætshal, Svendborg                 | 23 novembre 1975            |
| 1976-77 | Svendborg HK (2)           | Kvindelig IF        | 11 – 10                  | Svendborg Idrætshal, Svendborg                 | 30 novembre 1976            |
| 1977-78 | IF AIA Tranbjerg (1)       | GIC/Efterslægten    | 15 – 7                   | Auninghallen, Auning                           | 14 décembre 1977            |
| 1978-79 | IF AIA Tranbjerg (2)       | HK Roar             | 15 – 6                   | Gladsaxe Sportshal, Gladsaxe                   | 8 avril 1979                |
| 1979-80 | IF AIA Tranbjerg (3)       | Greve IF            | 13 – 10                  | Grønløkkehallen, Tranbjerg                     | 9 avril 1980                |
| 1980-81 | IF AIA Tranbjerg (4)       | IF Stjernen         | 15 – 12                  | Aarhus Stadionhal, Aarhus                      | 9 avril 1981                |
| 1981-82 | Frederiksberg IF (8)       | Lynge-Uggeløse IF   | 11 – 10                  | Lyngehallen, Lynge                             | 14 avril 1982               |
| 1982-83 | Helsingør IF (1)           | Nørlem/Nr. Nissum   | 20 – 14                  | KB Hallen, Frederiksberg                       | 17 avril 1983               |
| 1983-84 | Nørlem/Nr. Nissum (1)      | Frederiksberg IF    | 16 – 14                  | Limfjordshallen, Lemvig                        | 17 avril 1984               |
| 1984-85 | Frederiksberg IF (9)       | Rødvore HK          | 19 – 16                  | Frederiksberghallen, Frederiksberg             | 18 avril 1985               |
| 1985-86 | Lyngså BK (1)              | IF AIA Tranbjerg    | 44 – 43 (16-12 et 21-18) | Syvstenhallen, Sæby Grønløkkehallen, Tranbjerg | 13 avril 1986 16 avril 1986 |
| 1986-87 | Lyngså BK (2)              | Rødovre HK          | 39 – 32 (20-13 et 19-19) | Syvstenhallen, Sæby Rødovre Sportshal, Rødovre | 18 mars 1987 27 mars 1987   |
| 1987-88 | Lyngså BK (3)              | Frederiksberg IF    | 20 – 13                  | Antvorskovhallen, Slagelse                     | 20 février 1988             |
| 1988-89 | GOG Håndbold (1)           | Lyngså BK           | 28 – 20                  | Antvorskovhallen, Slagelse                     | 17 décembre 1988            |
| 1989-90 | GOG Håndbold (2)           | Ribe HK             | 24 – 17                  | Brøndby Hallen, Brøndby                        | 16 décembre 1989            |
| 1990-91 | Ikast FS (1)               | Frederiksberg IF    | 16 – 14ap                | Silkeborghallen, Silkeborg                     | 30 janvier 1991             |
| 1991-92 | GOG Håndbold (3)           | Frederiksberg IF    | 13 – 12                  | Antvorskovhallen, Slagelse                     | 14 décembre 1991            |
| 1992-93 | GOG Håndbold (4)           | Frederiksberg IF    | 17 – 15                  | Odense Idrætshal, Odense                       | 2 décembre 1992             |
| 1993-94 | Viborg HK (1)              | Rødovre HK          | 27 – 14                  | Aarhus Stadionhal, Aarhus                      | 26 janvier 1994             |
| 1994-95 | Viborg HK (2)              | Ikast FS            | 29 – 24                  | Randershallen, Randers                         | 11 janvier 1995             |
| 1995-96 | Frederiksberg IF (10)      | GOG Håndbold        | 25 – 19                  | Odense Idrætshal, Odense                       | 31 janvier 1996             |
| 1996-97 | Viborg HK (3)              | Frederikshavn fI    | 29 – 25                  | Kolding-Hallen, Kolding                        | 29 décembre 1996            |
| 1997-98 | Frederiksberg IF (11)      | Frederikshavn fI    | 34 – 31                  | KB Hallen, Frederiksberg                       | 15 janvier 1998             |
| 1998-99 | Ikast FS (2)               | Frederiksberg IF    | 24 – 22                  | Fredericia Idrætscenter, Fredericia            | 17 janvier 1999             |
| 1999-00 | Ikast-Bording EH (1)       | Viborg HK           | 27 – 25                  | Randershallen, Randers                         | 27 décembre 1999            |
| 2000-01 | GOG Håndbold (5)           | Horsens HK          | 27 – 24                  | Odense Idrætshal, Odense                       | 10 février 2001             |
| 2001-02 | Ikast-Bording EH (2)       | Viborg HK           | 26 – 17                  | Aarhus Arena, Aarhus                           | 31 décembre 2001            |
| 2002-03 | Slagelse FH (1)            | Ikast-Bording EH    | 38 – 36                  | Aarhus Arena, Aarhus                           | 29 décembre 2002            |
| 2003-04 | Viborg HK (4)              | Ikast-Bording EH    | 30 – 28                  | Aarhus Arena, Aarhus                           | 27 décembre 2003            |
| 2004-05 | Horsens HK (1)             | Ikast-Bording EH    | 23 – 22                  | Atletion, Aarhus                               | 29 décembre 2004            |
| 2005-06 | GOG Svendborg TGI (6)      | Viborg HK           | 30 – 28                  | Atletion, Aarhus                               | 30 décembre 2005            |
| 2006-07 | Viborg HK (5)              | Slagelse DT         | 27 – 24                  | NRGi Arena, Aarhus                             | 30 décembre 2006            |
| 2007-08 | Viborg HK (6)              | FC Copenhague       | 27 – 21                  | NRGi Arena, Aarhus                             | 29 décembre 2007            |
| 2008-09 | Viborg HK (7)              | KIF Vejen           | 32 – 23                  | NRGi Arena, Aarhus                             | 27 décembre 2008            |
| 2009-10 | FC Copenhague (1)          | SK Aarhus           | 23 – 22                  | NRGi Arena, Aarhus                             | 2 janvier 2010              |
| 2010-11 | Viborg HK (8)              | Team Tvis Holstebro | 36 – 28                  | NRGi Arena, Aarhus                             | 28 décembre 2010            |
| 2011-12 | Viborg HK (9)              | Team Esbjerg        | 33 – 28                  | Arena Midt, Kjellerup                          | 7 janvier 2012              |
| 2012-13 | FC Midtjylland (1)         | KIF Vejen           | 28 – 21                  | Ikast-Brande Arena, Ikast                      | 29 décembre 2012            |
| 2013-14 | Viborg HK (10)             | FC Midtjylland      | 26 – 21                  | Jysk Arena, Silkeborg                          | 28 décembre 2013            |
| 2014-15 | FC Midtjylland (4)         | Team Tvis Holstebro | 32 – 26                  | Jysk Arena, Silkeborg                          | 27 décembre 2014            |
| 2015-16 | FC Midtjylland (5)         | Viborg HK           | 28 – 26                  | Jysk Arena, Silkeborg                          | 27 décembre 2015            |
| 2016-17 | Randers HK (1)             | FC Midtjylland      | 27 – 21                  | Jysk Arena, Silkeborg                          | 30 décembre 2016            |
| 2017-18 | Team Esbjerg (1)           | Copenhague Handball | 31 – 20                  | Jysk Arena, Silkeborg                          | 30 décembre 2017            |
| 2018-19 | Nykøbing Falster HK (1)    | Odense Håndbold     | 28 – 26                  | Blue Water Dokken, Esbjerg                     | 30 décembre 2018            |
| 2019-20 | Herning-Ikast Håndbold (6) | Odense Håndbold     | 33 – 25                  | Gråkjær Arena, Holstebro                       | 29 décembre 2019            |
| 2020-21 | Odense Håndbold (7)        | Nykøbing Falster HK | 32 – 26                  | Sydbank Arena, Odense                          | 6 juin 2021                 |
| 2021-22 | Team Esbjerg (2)           | Odense Håndbold     | 32 – 21                  | Blue Water Dokken, Esbjerg                     | 27 février 2022             |
| 2022-23 | Team Esbjerg (3)           | Odense Håndbold     | 33 – 22                  | Jysk Arena, Silkeborg                          | 2 avril 2023                |
| 2023-24 | Team Esbjerg (4)           | Nykøbing Falster HK | 36 – 26                  | Blue Water Dokken, Esbjerg                     | 30 décembre 2023            |
| 2024-25 | Team Esbjerg (5)           | Odense Håndbold     | 31 – 25                  | Jysk Arena, Silkeborg                          | 29 décembre 2024            |

## Bilan
| Rang | Club                          | Titres | Saisons                                                          | Finales |
| ---- | ----------------------------- | ------ | ---------------------------------------------------------------- | ------- |
| 1    | Frederiksberg IF              | 11     | 1965, 1966, 1968, 1970, 1971, 1973, 1974, 1982, 1985, 1996, 1998 | 8       |
| 2    | Viborg HK                     | 10     | 1994, 1995, 1997, 2004, 2007, 2008, 2009, 2011, 2012, 2014       | 4       |
| 3    | Ikast Håndbold                | 8      | 1991, 1999, 2000, 2002, 2013, 2015, 2016, 2020                   | 6       |
| 4    | GOG Håndbold                  | 6      | 1989, 1990, 1992, 1993, 2001, 2006                               | 2       |
| 5    | Team EsbjergT                 | 5      | 2018, 2022, 2023, 2024, 2025                                     | 1       |
| 6    | IF AIA Tranbjerg              | 4      | 1978, 1979, 1980, 1981                                           | 2       |
| 7    | Lyngså BK                     | 3      | 1986, 1987, 1988                                                 | 1       |
| 8    | HG Copenhague                 | 2      | 1967, 1975                                                       | 0       |
| 8    | Svendborg HK                  | 2      | 1976, 1977                                                       | 0       |
| 10   | Odense Håndbold               | 1      | 2021                                                             | 5       |
| 11   | Glostrup IC                   | 1      | 1969                                                             | 1       |
| 11   | Helsingør IF                  | 1      | 1983                                                             | 1       |
| 11   | Slagelse FH                   | 1      | 2003                                                             | 1       |
| 11   | Horsens HK                    | 1      | 2005                                                             | 1       |
| 11   | FC Copenhague                 | 1      | 2010                                                             | 1       |
| 16   | Hørsholm-Usserød IK           | 1      | 1972                                                             | 0       |
| 16   | Nørlem/Nr. Nissum             | 1      | 1984                                                             | 0       |
| 16   | Randers HK                    | 1      | 2017                                                             | 0       |
| 16   | Nykøbing Falster Håndboldklub | 1      | 2019                                                             | 0       |